# John Sivebæk
John Sivebæk (Vejle, 1961. október 25. –) dán válogatott labdarúgó.

## Pályafutása

### Klubcsapatban
Vejlében született. Pályafutását is itt kezdte a Vejle BK csapatában 1980-ban. Egy évvel később dán kupát nyert csapatával, 1984-ben pedig bajnoki címet szerzett. 1985 telén Angliába a Manchester Unitedhez igazolt, ahol csatlakozott honfitársához Jesper Olsenhez. Egyetlen gólját 1986 novemberében szerezte a frissen kinevezett vezetőedző, Alex Ferguson irányítása alatt. Mivel kevés lehetőséget kapott az első csapatnál, ezért 1987-ben Franciaországba, a Saint-Étienne csapatához szerződött, melynek színeiben négy évig játszott. 1991-ben az AS Monaco szerződtette, ahol csak egy évig szerepelt. 1992 és 1994 között az olasz Pescara játékosa volt. 1994-ben hazatért Dániába, a nevelőegyesületéhez, a Vejléhez, ahol még két évig játszott. Utolsó csapata az Aarhus volt és innen vonult vissza 1997-ben.  

### A válogatottban
1979 és 1988 között 87 alkalommal szerepelt a dán válogatottban és 1 gólt szerzett. Részt vett az 1984-es Európa-bajnokságon, az 1988-as Európa-bajnokságon és az 1986-os világbajnokságon, illetve tagja volt az 1992-es Európa-bajnokságon győztes válogatott keretének is. Egyetlen gólját Írország ellen szerezte az 1986-os vb-selejtezőiben.

## Sikerei, díjai
Vejle
- Dán kupa (1): 1980–81
- Dán bajnok (1): 1984

Dánia
- Európa-bajnok (1): 1992